# Mouillac, Gironde
Mouillac är en kommun i departementet Gironde i regionen Nouvelle-Aquitaine i sydvästra Frankrike. Kommunen ligger i kantonen Fronsac som tillhör arrondissementet Libourne. År 2022 hade Mouillac 89 invånare.

## Befolkningsutveckling
Antalet invånare i kommunen Mouillac
Referens:INSEE